# Краткий курс счастливой жизни
«Кра́ткий курс счастли́вой жи́зни» — российский шестнадцатисерийный телесериал, снятый режиссёром Валерией Гай Германикой по сценарию Анны Козловой. Показ сериала состоялся на «Первом канале» с 12 марта по 5 апреля 2012 года.

## Сюжет
Сериал рассказывает о жизни четырёх молодых женщин, работающих в агентстве по подбору персонала «Новый рекрут», об их семьях и отношениях с противоположным полом.

## В ролях

### В главных ролях
- Светлана Ходченкова — Саша
- Ксения Громова — Катя
- Алиса Хазанова — Люба
- Анна Слю — Аня
- Кирилл Сафонов — Пётр Алексеевич Широков
- Кирилл Жандаров — Сергей, муж Любы
- Константин Гацалов — Женя, муж Кати
- Фёдор Лавров — Олег
- Алексей Барабаш — Дима
- Сергей Бурунов — Тимур
- Александр Вартанов — Григорий Петрович
- Елена Мольченко — Ирина, мама Саши
- Светлана Иванова-Сергеева — Лиза, жена Петра
- Лана Фомина — Маша, дочь Кати

### Во второстепенных ролях
- Роман Набатов — Антон, сын Олега
- Ёла Санько — Эмма Алексеевна, бабушка Саши
- Никита Полицеймако — Костя, сын Кати
- Алексей Юрченко — Стёпа, сын Саши
- Арина Маракулина — Ирина Ежова
- Игорь Золотовицкий — Александр
- Патрик Роллин — Стефан
- Диана Степанова — Даша, дочь Петра
- Екатерина Волкова — Полина, жена Арсения
- Александра Флоринская — Светлана, заказчица
- Елена Папанова — Зинаида Михайловна, мама Тимура
- Анна Шепелева — Нина
- Александра Назарова — Белла, подруга Эммы
- Алиса Признякова — Наташа
- Константин Демидов — Гарик
- Валентин Самохин — Андрей, гей
- Аля Никулина — Татьяна Ивановна, мама Андрея
- Валерия Гай Германика — госпожа Федора, гадалка
- Юлия Волкова — Тамара, подруга Гриши
- Татьяна Лютаева — Ольга, заказчица
- Никита Емшанов — Миша, фотограф
- Светлана Марку — мадам Зорина
- Евгений Митта — друг семьи Лапшиных
- Любовь Фирсова — классная руководительница Маши
- Самвел Мужикян — Карен
- Валерий Баринов — Владимир Иванович
- Екатерина Крупенина — Марина
- Анна Банщикова — руководительница семинара
- Екатерина Бирюкова — секретарь Григория
- Анна Цуканова — Татьяна
- Александр Ревенко — приятель Петра
- Александр Зубков — друг Тимура
- Ольга Лысак — семейный психолог
- Валентин Смирнитский — Илья Ильич, друг Петра
- Ерванд Арзуманян — ювелир
- Гела Читава — Тимо, ювелир
- Нелли Неведина — Светлана, сотрудница загса
- Агния Кузнецова — знакомая Сергея

### Приглашённые знаменитости
- Ирина Хакамада — Вера Родинка, психолог, закадровый голос
- Ксения Собчак — Надя
- Рома Зверь — Сафронов, ветеринар
- Герман Виноградов — Арсений, художник
- Роман Волобуев — Юра, маньяк-убийца
- Лера Кудрявцева — Светлана Липатова, одноклассница Ани
- Сергей Смирнов — врач
- Сергей Пахомов — Ильдар, свингер
- Михаил Климов — Михаил, алкоголик
- Сергей Кормилицын — ведущий шоу мадам Зорины
- Игорь Толстунов — Игорь, друг Александра
- Денис Евстигнеев — Денис, друг Александра
- Влад Кадони — камео
- Сергей Сафронов — камео
- Бьянка — камео
- Татьяна Бондаренко — камео
- IKA — камео

## Саундтрек
Музыкальные продюсеры: Валерия Гай Германика и Антон Шварц.
| Исполнитель                  | Название композиции и её авторы                                                                                            |
| ---------------------------- | --- |
| Ева Польна                   | Не расставаясь (автор музыки и слов Ева Польна)                                                                            |
| Ева Польна                   | Миражи (автор музыки и слов Ева Польна)                                                                                    |
| гр. «Звери»                  | Говори (автор музыки и слов Рома Зверь)                                                                                    |
| гр. «Звери»                  | Не важно (автор музыки и слов Рома Зверь; автор слов Виктор Бондарев)                                                      |
| гр. «Звери»                  | Никуда не надо (автор музыки и слов Рома Зверь)                                                                            |
| Ёлка                         | Прованс (автор музыки и слов Егор Солодовников)                                                                            |
| Ёлка                         | Знаки вопроса (автор музыки и слов Александр Сахаров, автор слов Лейла Гертнер)                                            |
| Ёлка                         | На большом воздушном шаре (автор музыки и слов Егор Солодовников)                                                          |
| Ёлка                         | Бросай (автор музыки и слов Виктория Которова)                                                                             |
| «Пыльца»                     | Кнопка |
| Слава                        | Одиночество |
| Слава                        | Украла улыбку (автор музыки: Д. В. Дубинский; автор слов: Лара Д’Элиа)                                                     |
| Даша Суворова                | Поставит Басту (автор музыки и слов Дария Гаевик)                                                                          |
| гр. «Чичерина»               | Врачи (авторы музыки: А. М. Александров, Ю. Д. Чичерина, А. Р. Мухаметов; авторы слов: А. М. Александров и Ю. Д. Чичерина) |
| гр. «Близкие»                | Цунами (автор музыки и слов Роман Стикс)                                                                                   |
| гр. «NikitA»                 | Верёвки (автор музыки и слов Роман Бабенко)                                                                                |
| Линда                        | Я украду |
| гр. «Jack Action»            | Короткое замыкание (автор музыки: Г. Юсуфов; автор слов: К. Арсенев)                                                       |
| гр. «Jack Action»            | Дай мне слово (автор музыки: А. Гарсиа; автор слов: Г. Юсуфов)                                                             |
| гр. «Jack Action»            | Горькая эйфория финал (автор музыки: А. Гарсиа; автор слов: Д. Кириллов)                                                   |
| Alex Nebo                    | Где-то в Оренбурге (автор музыки и слов Алексей Пономарёв)                                                                 |
| Alex Nebo                    | К. Д. Р. М. С. (автор музыки и слов Алексей Пономарёв)                                                                     |
| Alex Nebo                    | Глупая (автор музыки и слов Алексей Пономарёв)                                                                             |
| Alex Nebo                    | Небо в сети (автор музыки и слов Алексей Пономарёв)                                                                        |
| Alex Nebo                    | Оттепель (автор музыки и слов Алексей Пономарёв)                                                                           |
| Alex Nebo                    | Кто ты (автор музыки и слов Алексей Пономарёв)                                                                             |
| Alex Nebo                    | Не б. (автор музыки и слов Алексей Пономарёв)                                                                              |
| Alex Nebo                    | Нормально (автор музыки и слов Алексей Пономарёв)                                                                          |
| DJ Smash                     | From Russia with Love (автор музыки и слов DJ Smash (А. Ширман))                                                           |
| DJ Smash                     | Мелкая дрянь (автор музыки и слов DJ Smash (А. Ширман))                                                                    |
| Тимати feat. Алекса          | Когда ты рядом (автор музыки: А. А. Бреславский; авторы слов: А. А. Бреславский и Тимати)                                  |
| Тимати                       | Forever (авторы музыки и слов: Тимати и Mario Winans)                                                                      |
| Тимати                       | Не звони (авторы музыки: А. П. Аваков и А. В. Пушкарёв (Fun2Mass); автор слов: Т. И. Юнусов (Тимати))                      |
| Тимати                       | Всё кончается (автор музыки: Б. Б. Габараев (В. К.); авторы слов: Т. И. Юнусов (Тимати) и Б. Б. Габараев (В. К.))          |
| гр. «Банда»                  | Плачут небеса (автор музыки: А. А. Бреславский; авторы слов: А. А. Бреславский и Тимати)                                   |
| гр. «Винтаж»                 | Роман (авторы музыки и слов: А. Сахаров, А. Романоф)                                                                       |
| Alexey Romeo feat. 2Night    | Думаю о тебе |
| Alexey Romeo feat. J’Well    | Я тебе одной обещаю |
| Alexey Romeo feat. Kapriz    | Ты больше мне не нужен |
| Alexey Romeo                 | Luna rmx |
| Alexey Romeo                 | Не я (Julia Luna 2010 mix)                                                                                                 |
| НимFа                        | Небо-Зима (автор музыки: Роман Стикс; автор слов: Алла Титова)                                                             |
| НимFа                        | Я для тебя (автор музыки: Роман Стикс; автор слов: Алла Титова)                                                            |
| Рэпер Сява                   | Делай горячо (автор музыки и слов Вячеслав Хахалкин)                                                                       |
| Рэпер Сява                   | Бодрячком (автор музыки и слов Вячеслав Хахалкин)                                                                          |
| Рэпер Сява                   | Сохнет сердце моё (автор музыки и слов Вячеслав Хахалкин)                                                                  |
| Рэпер Сява                   | Пи** зае**** (автор музыки и слов Вячеслав Хахалкин)                                                                       |
| Рэпер Сява                   | Засада (автор музыки и слов Вячеслав Хахалкин)                                                                             |
| Рэпер Сява                   | Кому как (автор музыки и слов Вячеслав Хахалкин)                                                                           |
| Рэпер Сява                   | Под Биты Убитым (автор музыки и слов Вячеслав Хахалкин)                                                                    |
| Феликс Мендельсон            | Свадебный марш (из увертюры «Сон в летнюю ночь»)                                                                           |
| Noize MC                     | Певец и актриса (авторы музыки и слов: Иван Алексеев и Александр Иванов)                                                   |
| Антон Шварц                  | Gold day |
| Антон Шварц                  | Chil out |
| Антон Шварц                  | Radio fat |
| Антон Шварц                  | Track #1 |
| Антон Шварц                  | Madam Magic |
| Антон Шварц                  | KinoSteel |
| Антон Шварц                  | Next FLY |
| Dsh!Dsh!                     | Keta (TARAS3000REMIX) (автор музыки: Д. И. Устинов; автор слов: А. Родичева)                                               |
| Smokers                      | Whicked Song (автор музыки: Д. И. Устинов; автор слов: Е. Борзых)                                                          |
| Мария Кулакова               | The princess Royal (Miss MacDermott) (автор музыки: Turlought O’Carolan)                                                   |
| Сергей Григорьев             | Jazz Guitar (автор музыки: Сергей Григорьев)                                                                               |
| Сергей Григорьев             | Megapolis (автор музыки: Сергей Григорьев)                                                                                 |
| гр. «Аукцион»                | Дорога (автор музыки: Леонид Фёдоров; автор слов: Дмитрий Озерский)                                                        |
| гр. «Plastика»               | Воздух (автор музыки и слов Алексей Ракитин)                                                                               |
| Герман Игоревич Виноградов   | ВВВ (автор музыки и слов Герман Игоревич Виноградов)                                                                       |
| гр. «Бумбокс»                | Холода нет (авторы музыки: А. Хлывнюк, А. Самойло и В. Матиюк; автор слов: А. Хлывнюк)                                     |
| Бьянка                       | Про лето 2 (автор музыки и слов Бьянка)                                                                                    |
| гр. «Инфинити»               | А он такой (автор музыки: А. Кутузов; автор слов: Т. Бондаренко)                                                           |
| IKA                          | Дорогой мой (автор музыки и слов Д. Ковальский, оригинал исполняла Дарья Клюшникова)                                       |
| Сергей Шнуров                | Геленджик (автор музыки и слов Сергей Шнуров)                                                                              |
| Вася Обломов                 | Кто хочет стать милиционером? (автор музыки и слов В. Гончаров)                                                            |
| гр. «Смысловые галлюцинации» | Погружаюсь (авторы музыки: С. С. Бобунец и Е. А. Гантимуров; автор слов: О. Р. Гененфельд)                                 |
| Аришата                      | Breakdown (автор музыки: Роман Стикс; авторы слов: Сара Бузаджи и Дмитрий Бузаджи)                                         |
| Оскар Кучера                 | Куба (автор музыки и слов: Оскар Кучера)                                                                                   |
| Григорий Лепс                | Я тебя не люблю (автор музыки и слов: В. Я. Дробыш)                                                                        |
| гр. «Бумбокс»                | Та что (авторы музыки: А. Хлывнюк, А. Самойло, В. Матиюк; автор слов: А. Хлывнюк)                                          |
| Алексей Батыченко            | Obsession (автор музыки: Алексей Батыченко)                                                                                |
| Nanik feat. Roz              | Это любовь (автор музыки: Nanik; авторы слов: Nanik и Roz)                                                                 |
| Roz feat. LIYA               | Шаг назад (музыка: beatsystem; автор слов: Roz)                                                                            |
| Трэш шапито Кач              | Ка$$а (автор музыки и слов: С. П. Смирнов)                                                                                 |
| Ирина Богушевская            | Ключи в твоих руках (автор музыки и слов: И. Богушевская)                                                                  |
| гр. «Brainstorm»             | Colder (автор музыки и слов BrainStorm)                                                                                    |

## Создание
Название сериала менялось три раза: сперва «69» (по задумке режиссёра название должно было перекликаться с количеством серий телесериала «Школа») переименовали в «День и ночь», а позднее появился и окончательный вариант — «Краткий курс счастливой жизни». Съёмки сериала проходили полгода, по 12 часов в сутки, с одним выходным в неделю. Трёх актрис: Алису Хазанову, Анну Слю и Ксению Громову привела в сериал Валерия Гай Германика. Актрису на роль Саши Усовой искали долго. В результате появилась Светлана Ходченкова. Актёра Кирилла Сафонова в сериал привёл генеральный продюсер сериала Константин Эрнст.
Первоначально на роли художника Арсения и его жены были утверждены Олег Гаркуша и Александра Ребенок, но сцены с их участием оказались слишком радикальными для «Первого канала» и пара была заменена на Германа Виноградова и Екатерину Волкову. Многие эпизоды из сценария переделывались прямо на съёмочной площадке. По поводу сравнения «Краткого курса счастливой жизни» с сериалом «Секс в большом городе» продюсер Денис Евстигнеев ответил, что «четыре героини — единственное, что их связывает».

## Отзывы
Обозреватель радиостанции «Эхо Москвы» Ксения Ларина получила позитивное впечатление от сериала, отметив актёрские работы и развитие сюжета. Журналист и телекритик Ирина Петровская сказала, что сериал на несколько голов выше другой российской телесериальной продукции. Сериал попал в список «15 лучших российских сериалов XXI века», составленном журналом «Афиша» в 2013 году.
По мнению кинокритика Анны Наринской в газете «Коммерсантъ», главные героини живут в мире, где нет ни работы, ни карьеры, есть только мужчины, без которых, согласно сериалу, «нет счастья в жизни женщины». По мнению Наринской, героиням сериала «в голову не может прийти почитать книгу», а интересуются они только отношениями, сексом, сумками, и, отчасти, детьми («чтобы родить, как положено»). Журналист Наталия Бабинцева в газете «Московские новости» отмечает, что четырёх героинь сериала объединяет «какой-то экзистенциальный „недотрах“, который каждая на свой манер восполняет: на столе в ментовке, с женатым начальником», а попытки авторов сериала поговорить на другие темы «заканчиваются провалом». По мнению журналиста Елены Костылёвой в журнале «Сеанс», сериал является попыткой зафиксировать реальность, «отрезав от неё всё, кроме секса».

## Награды
- 2012 — Премия «Клуба телепрессы» в номинации «Событие сезона» с формулировкой «За нетипичный сериал о наших современниках в типичных обстоятельствах российской жизни»[12].